# Webster Eugene Howard
Webster Eugene Howard, genannt Web, (*  19. Mai 1934 in Winthrop, Massachusetts) ist ein US-amerikanischer Festkörperphysiker.
Howard studierte Physik an der Carnegie-Mellon University (Bachelor 1955) und an der Harvard University mit dem Masterabschluss 1956 und der Promotion 1962. Von 1963 bis 1993 war er Wissenschaftler am Thomas J. Watson Research Center von IBM (und ab 1961 bei IBM). 1993 wurde er Direktor der Abteilung High Resolution Technology bei den Bell Laboratories (ATT Global Manufacturing and Engineering). 2001 bis 2002 war er Vizepräsident und Chief Technology Officer von eMAGIN Corporation. Er ist Berater von Electronic Display Technology.
Er war Mitglied im wissenschaftlichen Rat von Thomson S.A. Er war Mitglied der IBM Academy of Technology.
Er war einer der Physiker, denen bei IBM 1966 der Nachweis von Quanteneffekten beim Elektrontransport in zweidimensionalen Geometrien von Metall-Isolator-Halbleiter-Strukturen (MOS) gelang (mit Frank Fang, Alan B. Fowler, Phillip J. Stiles) und er lieferte mit Frank Stern kurz danach die theoretische Erklärung.
Seit 1973 befasste er sich mit Bildschirm-Technologien, unter anderem Plasmabildschirme, Elektrolumineszenz dünner Filme, Kathodenstrahlröhren (CRTs) und Bildschirmen mit Dünnfilm-Transistoren und Flüssigkristallen (was zum Projekt DTI, einer Joint Venture von IBM und Toshiba führte).
1981 erhielt er mit Fowler, Fang, Stiles und Stern die Wetherill-Medaille des Franklin Institute. Er ist Fellow der American Physical Society, der IEEE und der Society for Information Display, deren Präsident er war.